# Desa Karangmekar (administrativ by i Indonesien, lat -6,83, long 108,66)
Desa Karangmekar är en administrativ by i Indonesien.   Den ligger i provinsen Jawa Barat, i den västra delen av landet, 210 km öster om huvudstaden Jakarta.